# Terri Welles
Pour les articles homonymes, voir Welles.
Jeana Tomasino Karen Price
Dorothy Stratten Shannon Tweed
Terri Welles, de son vrai nom Terri Knepper (née le 21 novembre 1956), est une ancienne playmate du magazine Playboy, miss décembre 1980 puis Playmate of the Year en 1981.

## Biographie
Elle est née à Santa Monica en Californie le 21 novembre 1956. Elle était hôtesse de l'air pour la compagnie United Airlines. 
Un de ses amis était le frère de Sondra Theodore, Miss Juillet 1977 pour Playboy - celle-ci était alors la petite amie attitrée de Hugh Hefner, le propriétaire du magazine. Elle fut invitée au manoir Playboy et Hefner la remarqua, ils devinrent amis et il lui proposa de poser pour le magazine ; elle fit tout d'abord la couverture du magazine en mai 1980, en uniforme d'hôtesse de l'air puis fut choisie comme playmate pour le numéro de décembre 1980 (reportage photo par Richard Fegley) et enfin élue Playmate de l'année 1981 ; outre le cachet spécial attribué à la Playmate de l'Année, elle reçut, parmi d'autres cadeaux, une Porsche 924 Turbo.
Elle épousa un joueur de hockey sur glace, Charlie Simmer dont elle eut une fille ; leur union finit par un divorce.

## Démélés avecPlayboy
Dans les années 1990, en butte à des difficultés financières, elle créa un site Web érotique faisant référence à son ancienne qualité de Playmate de l'année. Elle fut attaquée en justice par Playboy pour avoir utilisé les termes « Playboy » et « Playmate » qui étaient déposés et protégés, et de les avoir inclus dans des méta-tags à destination des moteurs de recherche : voir à ce sujet en:Playboy Enterprises, Inc. v. Welles.
Après de longues procédures, un jugement du 21 avril 1998 donna raison à Playboy ; mais Terri fit appel et ce premier jugement fut infirmé par la Cour d'appel de la neuvième cour de district de Californie le 20 octobre 1998 qui a décidé que l'utilisation du meta-tag « playmate » par Terri Welles était justifié par le fait que ce terme la décrivait et l'identifiait en tant qu'attribut de sa personnalité.
Terri Welles a fermé son site Internet le 31 octobre 2006.

## Filmographie
- 1981 : Looker : Lisa Convey